# Klostermansfeld
Klostermansfeld est une commune allemande de l'arrondissement de Mansfeld-Harz-du-Sud, Land de Saxe-Anhalt.

## Géographie
| Mansfeld |                 | Gerbstedt |
|          | Klostermansfeld |           |
| Benndorf | Helbra          | Eisleben  |

## Histoire
Klostermansfeld est mentionné pour la première le 22 octobre 973 sous le nom de "Mannesfeld" dans un document du roi Otton II, confirmant un échange entre Adalbert de Magdebourg et l'abbaye de Fulda. Vers 1140, une abbaye bénédictine est fondée mais ferme vingt ans plus tard par un ordre. Les bâtiments sont fortement endommagés lors de la révolte paysanne en 1525, seul subsiste le clocher de l'époque romane.

## Infrastructure
Klostermansfeld se trouve sur :
- La ligne de Berlin à Blankenheim
- La Kanonenbahn Berlin - Metz
- La ligne en direction de Wippra
- La Bundesstraße 242

## Personnalités liées à la commune
- Hans Bennecke (1859–1898), juriste.
- Silvia Schmidt (née en 1954), femme politique, membre du Bundestag pour le SPD de 1998 à 2013.
- Marco Kurth (né en 1978), footballeur.